# La galàxia del terror
La galàxia del terror (títol original: Galaxy of Terror) és una pel·lícula estatunidenca dirigida per Bruce D. Clark, estrenada el 1981. Ha estat doblada al català.

## Argument
La nau espacial «Rebus» s'ha posat sobre un planeta per una raó desconeguda, on sembla haver-hi desaparegut tot signe de vida. Sabent la notícia, l'Amo sembla alleujat, i decideix enviar una nau de socors de la qual selecciona ell mateix la tripulació. Arribada a lloc, i després d'un aterratge mogut, la tripulació descobreix la nau perduda, i alguns cadàvers. Però més estrany, una piràmide misteriosa confon tots els seus tripulants i els impedeix marxar. Pitjor: els membres de la tripulació moren uns després de les altres, atacats per misterioses criatures.

## Repartiment
- Edward Albert: Cabren
- Erin Moran: Alluma
- Ray Walston: Kore
- Bernard Behrens: Ilvar
- Zalman King: Baelon
- Robert Englund: Ranger
- Taaffe O'Connell: Dameia
- Sid Haig: Quuhod
- Grace Zabriskie: Trantor
- Jack Blessing: Cos
- Mary Ellen O'Neill: Mitri

## Al voltant de la pel·lícula
- El rodatge s'ha desenvolupat a Los Angeles i Santa Monica.
- La pel·lícula ha tingut una continuació, Mutant, dirigida per Allan Holzman el 1982.
- El productor Roger Corman ha permès llançar bon nombre de carreres, i es troba així, entre els artesans que han col·laborat en la creació de La galàxia del terror, com l'actor Bill Paxton encarregat de la construcció dels decorats, James Cameron com a director del segon equip i David DeCoteau, ajudant de producció, així com Aaron Lipstadt, director de la pel·lícula Androide (1982), com a director de producció, o Tony Randel, director de Hellraiser: Hellbound (1988), encarregat d'alguns efectes especials.